# Osirus
Albums de Ol' Dirty Bastard
The Trials and Tribulations of Russell Jones
(2002) A Son Unique
(2005)
Osirus ou Osirus: The Official Mixtape est une mixtape posthume d'Ol' Dirty Bastard, sortie le 4 janvier 2005.
L'album s'est classé 9e au Billboard Top Independent Albums, 47e au Top R&B/Hip-Hop Albums et 157e au Billboard 200.

## Liste des titres
| No  | Titre                                     | Contient un (des) sample(s) de                                   | Durée |
| --- | ----------------------------------------- | ---------------------------------------------------------------- | ----- |
| 1.  | Pop Shots (Wu Tang)                       | Les Caïds de François de Roubaix Protect Ya Neck du Wu-Tang Clan | 3:34  |
| 2.  | Dirty Dirty (featuring Rhymefest)         |                                                                  | 4:10  |
| 3.  | Go Go Go (featuring Blah)                 | Pull, Jubal, Pull de J.J. Johnson                                | 3:38  |
| 4.  | Who Can Make It Happen Like Dirt?         |                                                                  | 2:30  |
| 5.  | High in the Clouds (featuring Black Rob)  |                                                                  | 2:50  |
| 6.  | Rahzel Skit 1                             |                                                                  | 1:18  |
| 7.  | Dirty Run                                 | Fame de David Bowie                                              | 3:24  |
| 8.  | Stand Up (featuring Cappadonna)           |                                                                  | 3:12  |
| 9.  | Don't Stop Ma (Out of Control)            |                                                                  | 2:12  |
| 10. | If Ya'll Want War (featuring Royal Flush) |                                                                  | 3:48  |
| 11. | Pussy Keep Calling                        |                                                                  | 3:42  |
| 12. | Down South                                |                                                                  | 2:56  |
| 13. | Rahzel Skit 2                             |                                                                  | 0:46  |
| 14. | Caked Up (featuring Baby Sham)            |                                                                  | 3:02  |
| 15. | Fuck Y'all                                |                                                                  | 3:08  |

| 16. | Move Back (featuring Terra Blacks, The Lenox Ave. Boys, Cardan, Drag-On et Jae Millz) | 7:09 |
| 17. | Fire (Dirty Dirty Alt. Version)                                                       | 2:39 |
| 18. | Pop Shots (Clinton Sparks Remix)                                                      | 3:00 |